# Michat-Michien
Michat-Michien ou  Chat-Chien  (CatDog) est une série télévisée d'animation américaine en 134 épisodes de 23 minutes créée par Peter Hannan et diffusée entre le 4 avril 1998 et le 9 décembre 2005 sur Nickelodeon. Un extrait de la série a également été diffusé au cinéma dans Les Razmoket, le film. La série met en avant les aventures de deux jumeaux siamois, un ayant la tête d'un chat et l'autre la tête d'un chien ; initialement, elle devait être composée de quarante épisodes durant printemps 1998.
En France, la série fut diffusée à partir du 4 septembre 1999 et le 28 août 2006 sur France 3 dans l'émission Les Minikeums puis dans MNK, puis sur Télétoon+, Nickelodeon et sur Canal J. Au Québec, la série a été diffusée à partir du 4 septembre 1999 dans ''Les Cool Heures'' sur Canal Famille, devenu VRAK.TV.
Quelques médias, comprenant DVD et jeux vidéo ont également été adaptés depuis la série.

## Production
La série suit les aventures de Chat et Chien, un animal hybride anthropomorphe avec la tête d'un chat (d'un côté) et d'un chien (de l'autre) qui ne possède ni queue, ni patte arrière. La série décrit ces deux personnages comme possédant chacun une personnalité différentes - Chien adore écouter du rock 'n' roll et prendre en chasse les éboueurs, ce qui agace particulièrement son frère Chat. Cependant, ils restent meilleurs amis.
La série, créée par Peter Hannan, a été développée en tant que future production Nicktoons et produite par la chaîne télévisée américaine Nickelodeon dans ses studios d'animation localisées à Burbank, Californie, États-Unis. Hannan a, par ailleurs, été le producteur exécutif de la série, cette dernière faisant partie d'un investissement de 350 millions de dollars de la part de la chaîne dans la production d'animations originales durant les cinq prochaines années après création. Hannan explique qu'il a été inspiré dans la création de son émission en observant les chats et les chiens de son voisinage qui se battaient occasionnellement les uns contre les autres, et pensait alors créer deux jumeaux siamois à partir d'un chat et d'un chien qui rentreraient en conflit. Le concept des jumeaux siamois est une idée d'Hannan qui regardait auparavant des documentaires sur des frères siamois vivant une vie normale. Il explique que ces deux aspects ont été les bases dans la création Chat et Chien.
Un téléfilm a également été diffusé en 2003 intitulé Michat-Michien : De mystérieux parents.

## Personnages
- Chat (Cat) est un chat sérieux et prétentieux. Il est plus intelligent que Chien.
- Chien (Dog) est un chien gentil et joyeux. Il est moins intelligent que Chat.
- Souriceau (Winslow) : Une souris bleue vit également dans leur logement. Il s'agit d'un personnage récurrent, parfois hostile.
- Rancid Lapin (Rancid Rabbit en V.O) : Le Maire de la ville "Nearburg"

## Épisodes
La saison complète est disponible sur iTunes. Nickelodeon a également fait contrat avec Amazon.com pour produire et commercialiser les DVD de la série ainsi que pour d'autres émissions Nickelodeon exclusivement mis en vente sur Amazon. Une première saison en une première partie a été commercialisée le 18 octobre 2011 et la deuxième partie le 27 mars 2012. Une deuxième saison en une première partie a été commercialisée le 5 juin 2012 et une deuxième saison le 25 septembre 2012.
| Saison | Saison | Episodes | États-Unis       | États-Unis        | France           | France            |
| Saison | Saison | Episodes | Début de saison  | Fin de saison     | Début de saison  | Fin de saison     |
| ------ | ------ | -------- | ---------------- | ----------------- | ---------------- | ----------------- |
|        | 1      | 20       | 4 avril 1998     | 23 décembre 1998  | 4 septembre 1999 | 29 mars 2000      |
|        | 2      | 20       | 1er janvier 1999 | 31 décembre 1999  | 14 juillet 2000  | 16 novembre 2000  |
|        | 3      | 20       | 29 mars 2000     | 11 septembre 2001 | 10 mars 2002     | 11 septembre 2002 |
|        | 4      | 8        | 22 avril 2003    | 13 décembre 2005  | 24 novembre 2004 | 28 août 2006      |

## Distribution

### Voix originales
- Jim Cummings : Chat (Cat en V.O)
- Tom Kenny : Chien (Dog en V.O), Cliff
- Carlos Alazraqui : Souriceau (Winslow en V.O), Lube
- Billy West : Rancid Rabbit, Mr. Sunshine, Randolph
- Maria Bamford (en) : Shriek
- John Kassir : Mervis, Dunglap
- Dwight Schultz : Eddie l'écureuil
- Nika Futterman : Lola

### Voix françaises
- Michel Dodane : Chat et l'interprète du générique
- François Leccia : Chien
- Jean-François Kopf : Souriceau, Cliff Feltbottom, Lube McDog, Randolph Grant, Mervis Pantry, Dunglap Daniels et Cornelius Sunshine
- Luq Hamet : Rancid Lapin, Shriek Dubois, Le père de Shriek et Eddie l'écureuil
- Elisabeth Fargeot : Lola et voix additionnelles

 Source et légende : version française (VF) sur RS Doublage